# Só pra Contrariar 25 Anos - Ao Vivo em Porto Alegre
Só pra Contrariar 25 Anos - Ao Vivo em Porto Alegre é um álbum ao vivo do grupo de pagode Só pra Contrariar, lançado em 2013 pela Sony Music. O álbum marca o retorno de Alexandre Pires ao grupo, em comemoração aos 25 anos de carreira, e traz grandes sucessos do grupo como "Que Se Chama Amor", "Essa Tal Liberdade", "Depois do Prazer", "Mineirinho", "Sai da Minha Aba", entre outros. Foi gravado no ´Estádio do Zequinha em Porto Alegre (RS), no dia 11 de agosto de 2013.

## Faixas

### Volume 1
1. "O Samba Não Tem Fronteiras"
2. "É Bom Demais / Out Door"
3. "Você Vai Voltar Pra Mim"
4. "Que Se Chama Amor"
5. "Medley Romântico: Te Amar Sem Medo / Meu Jeito de Ser / Dói Demais"
6. "Se Prepare Pra Sofrer"
7. "Não Dá Pra Desligar"
8. "Você Virou Saudade"
9. "A Barata"
10. "Me Perdoa"
11. "Tá Por Fora / Machuca Demais"
12. "A Jogada"
13. "Interfone"
14. "Se Você Chorar"

### Volume 2
1. "Me Perdoa"
2. "Medley Sambas: Nunca Mais Te Machucar / Primeiro Amor"
3. "Você de Volta"
4. "Domingo"
5. "Medley Sambas 90: No Compasso do Criador / Conto de Fadas / Samba Rock do Molejão / Cheia de Manias"
6. "Minha Fantasia (It Ain’t Over Til It’s Over)"
7. "Nosso Sonho Não é Ilusão / Tão Só"
8. "Mineirinho / Sai da Minha Aba (Bicão)"
9. "Muita Calma Nessa Hora"
10. "Recordações"
11. "Amor Verdadeiro / Quando é Amor"
12. "Ao Som do SPC" (Música incidental: Out Door)
13. "Minha Metade (Take Me Now)"
14. "Quem Dera"
15. "Depois do Prazer / Essa Tal Liberdade / Encerramento"

### DVD
1. "Abertura"
2. "O Samba Não Tem Fronteiras" (Alexandre Pires, Luiz Cláudio e Regis Danese)
3. "É Bom Demais (Jorge Cardoso e Lourenço) / Out Door" (Jorge Cardoso e Beto Corrêa)
4. "Você Vai Voltar Pra Mim" (Carlos Colla e Augusto César)
5. "Que Se Chama Amor" (José Fernando)
6. "Medley Romântico: Te Amar Sem Medo (Eder e Regis Danese) / Meu Jeito de Ser (José Fernando)/ Dói Demais" (Chico Roque e Sérgio Caetano)
7. "Se Prepare Pra Sofrer" (Jujuba e Romim Mata)
8. "Se Você Chorar" (Cleber Sousa e Ricardo da Silva)
9. "Você Virou Saudade" (Maestro Pinocchio)
10. "A Barata" (Alexandre Pires)
11. "Tá Por Fora (Adalto Magalha e Lourenço) / Machuca Demais" (Marcus Maceió e Waldir Luz)
12. "Interfone" (Altay Veloso)
13. "Não Dá Pra Desligar" (Serginho Meriti, Diney, Claudemir e Ricardo Moraes)
14. "Me Perdoa" (Marquinhos Mosqueira e Betinho Marques)
15. "A Jogada" (Xande de Pilares e Leandro Fab)
16. "Medley Sambas: Nunca Mais Te Machucar (Alexandre Pires, Luiz Cláudio e Regis Danese) / Primeiro Amor" (Alexandre Pires)
17. "Você de Volta" (Alexandre Pires e Marquinhos)
18. "Domingo" (Alexandre Pires, Fernando Pires, Renato Barros e Vadinho)
19. "Medley Sambas 90: No Compasso do Criador (Salgadinho, Mito e Papacaça) / Conto de Fadas (Beto Corrêa e Pagom) / Samba Rock do Molejão (Anderson Leonardo, Claumirzinho e João Marcos) / Cheia de Manias" (Luiz Carlos)
20. "Minha Fantasia (It Ain’t Over Til It’s Over)" (Lenny Kravitz / Versão: Alexandre Pires e Fernando Pires)
21. "Nosso Sonho Não é Ilusão (Peninha e Regis Danese) / Tão Só" (Chico Roque e Carlos Colla)
22. "Mineirinho (Alexandre Pires e Lourenço) / Sai da Minha Aba (Bicão)" (Alexandre Pires e Lourenço)
23. "Muita Calma Nessa Hora" (Alexandre Pires e Marquinhos Mosqueira)
24. "Recordações" (Alexandre Pires e Marquinhos Mosqueira)
25. "Amor Verdadeiro (Luiz Cláudio e Regis Danese) / Quando é Amor" (Chico Roque e Cacá Moraes)
26. "Ao Som do SPC" (Alexandre Pires e Marquinhos Mosqueira)
27. "Minha Metade (Take Me Now)" (David Gates / Versão: Alexandre Pires e Luiz Cláudio)
28. "Quem Dera" (Niva)
29. "Depois do Prazer (Chico Roque e Sérgio Caetano) / Essa Tal Liberdade (Chico Roque e Paulo Sérgio Valle) / Encerramento"

## Créditos
Só Pra Contrariar
- Alexandre Pires – voz, violão, cavaco, pandeiro e direção musical
- Fernando Pires – voz, bateria e pandeiro
- Serginho Sales – teclados e acordeom
- Luisinho Vital – baixo
- Popó – surdo
- Luiz Fernando – pandeiro
- Juliano – percussão geral
- Hamilton Faria – sax (tenor, alto e eletrônico)

Músicos de apoio
- Lucas Finholdt – guitarra, violão e direção musical
- João Paulo Galante – bateria
- Tiago e Edinho – percussão
- Cleuber Paixão – cavaquinho e banjo
- Beto Senegal, João Junior Pires, Carol Pires e Betinho Marques – vocais de apoio
- Nethynho e Moisés Alves – trompete e flugelhorn
- Mauro Zacharias – trombone

Cordas
- Maestro Caixote - regência
- Felipe Karam, Cristiano Bion Loro, Vinícius de Moraes, Luciano dos Reis, Martina Korbes Bracht e Karlo Kaufmann Kulpa – violinos
- Naila Cristina Domingos - viola
- Lucas Duarte da Silva e Carla Pacheco – violoncelos

Créditos gerais
- Alexandre Pires e Lucas Finholdt – direção musical
- Aldo Braghetto – direção geral
- Anselmo Troncoso – direção de vídeo
- André Luiz Jacques - autoração
- Alexandre Schiavo – presidente Sony Music
- Dalton Vicente – gravação ao vivo
- Emerson Porfa - mixagem e edição
- Ricardo Garcia (Magic Master) – masterização
- Bruno Bianquine – capa
- Edu Deferrarri e Washington Possato - fotos